# Frank Tonmann

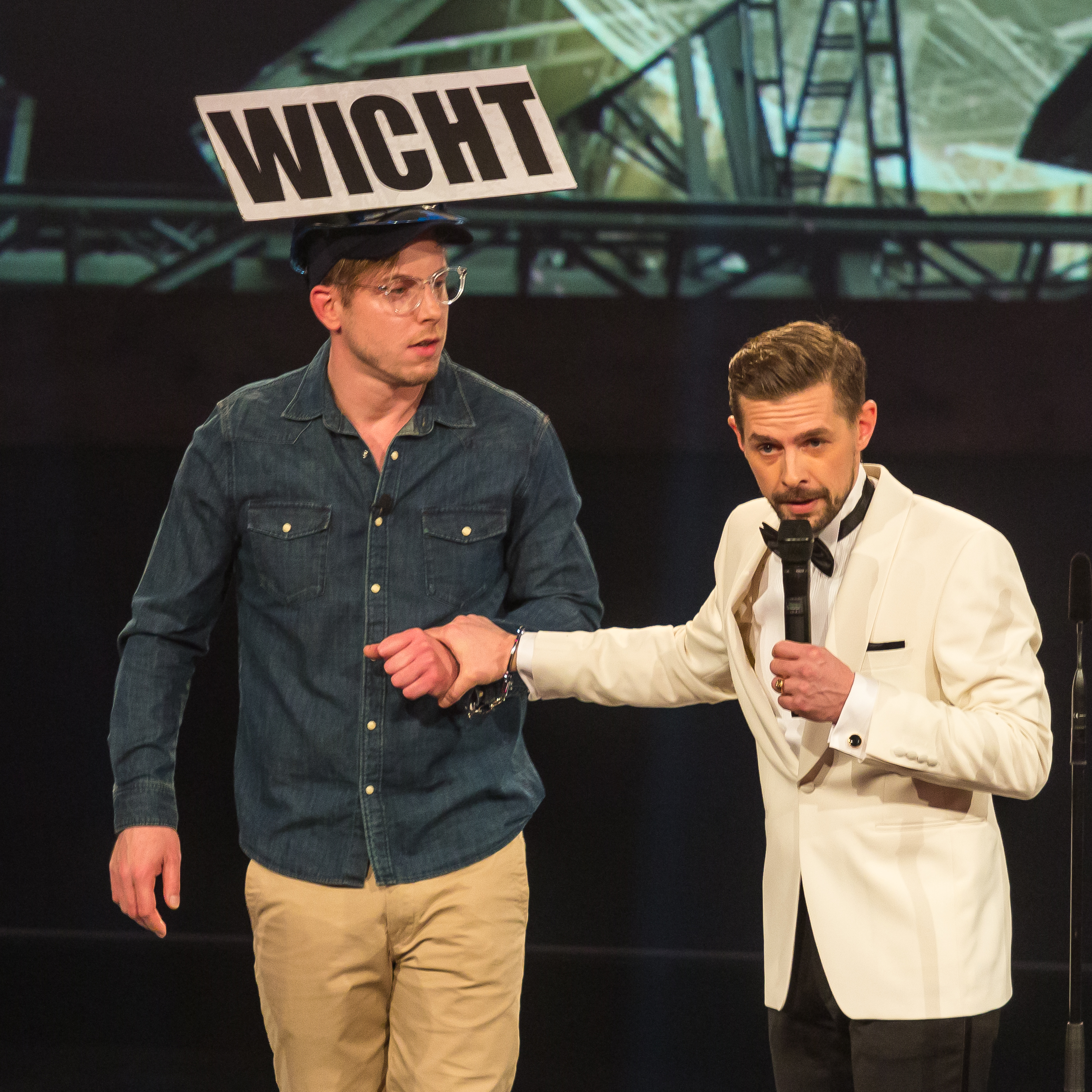
Frank Tonmann (links) mit Klaas Heufer-Umlauf bei der 1 Live Krone 2016

Frank Tonmann (bürgerlich Frank Sump) ist ein deutscher Tontechniker, der als Sidekick in den Fernsehsendungen von Joko und Klaas bekannt wurde.

## Leben und Karriere
Der Name „Frank Tonmann“ entstand in einem Beitrag zur Sendung Joko gegen Klaas – Das Duell um die Welt aus dem Jahr 2013, in dem Frank Sump als Tontechniker („Tonmann“) beteiligt war.
Frank Tonmann arbeitet hauptberuflich als Tontechniker, bei Fernsehsendungen der Moderatoren Joko Winterscheidt und Klaas Heufer-Umlauf auf ProSieben tritt er allerdings auch zunehmend als Sidekick auf. Bundesweite Aufmerksamkeit erregte sein Auftritt bei der von Heufer-Umlauf moderierten 1 Live Krone 2016: Während der Liveshow stürmte Frank Tonmann, der ein Schild mit der Aufschrift „Wicht“ auf dem Kopf trug, auf die Bühne und kettete sich mit Handschellen am Moderator fest. Diese Aktion war für die Sendung Circus HalliGalli geplant worden. Am „Gosling-Gate“ im Rahmen der Goldenen-Kamera-Verleihung, das mit dem Grimme-Preis 2018 in der Kategorie Unterhaltung ausgezeichnet wurde, war Frank Tonmann als Kameramann beteiligt.
Seit Dezember 2020 ist Frank Tonmann gemeinsam mit Thomas Martiens und Sebastian Graage in dem Podcast Eulen vor die Säue zu hören.

## Filmographie (Auswahl)
Gastauftritte
- seit 2012: Das Duell um die Welt
- 2013–2017: Circus HalliGalli
- 2016–2019: Die beste Show der Welt
- 2018–2025: Late Night Berlin
- seit 2018: Weihnachten mit Joko und Klaas
- seit 2019: Joko & Klaas gegen ProSieben

Crew
- 2015–2016: In the Box (Filmtonmeister)[7]